# Дога, Евгений Дмитриевич

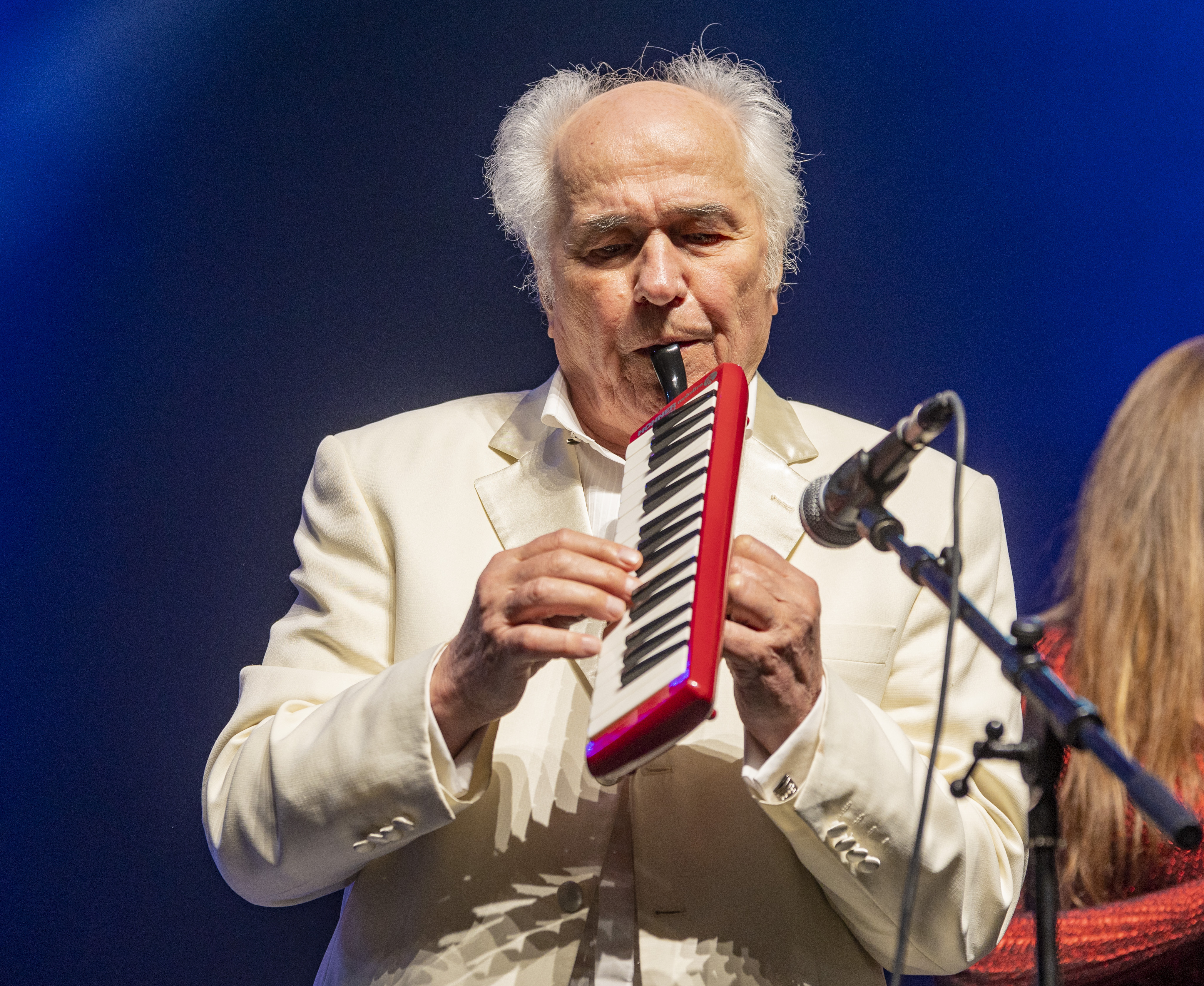
Евгений Дога на выступлении в Израиле, 2023

Евге́ний Дми́триевич До́га (рум. Eugen Doga; 1 марта 1937, Мокра, Молдавская АССР — 3 июня 2025, Кишинёв) — советский, молдавский и российский композитор, педагог и общественный деятель. Народный артист СССР (1987). Лауреат Государственной премии СССР (1984). Кавалер молдавского ордена Республики (1997).

## Биография
Родился 1 марта 1937 в селе Мокра Рыбницкого района Молдавской АССР (ныне под контролем непризнанной Приднестровской Молдавской Республики). Будучи ещё ребёнком, Евгений любил слушать сельский оркестр, пытался что-то придумывать для него.
После окончания семилетней школы отправился в Кишинёв, где с 1951 по 1955 год обучался в Музыкальном училище имени Штефана Няги (ныне Музыкальный колледж имени Штефана Няги) по классу виолончели. Директор училища Д. Г. Гершфельд не только принял его, несмотря на полное отсутствие предварительной подготовки, но и поселил поначалу в своей квартире.
В 1959 году дебютировал в качестве аранжировщика в оркестре молдавской народной музыки «Тарафул» под управлением Исидора Бурдина.
В 1960 году окончил Кишинёвскую консерваторию имени Г. Музическу (ныне Академия музыки, театра и изобразительных искусств) по классу виолончели у Г. С. Хохлова, в 1965 году — по классу композиции у С. М. Лобеля и М. Р. Копытмана.
В 1957—1962 годах — артист оркестра Молдавского радио и телевидения. Параллельно с учёбой занимался оркестровкой сочинений молдавских композиторов и полупрофессионалов, а также классиков, таких как Э. Григ, Д. Шостакович и А. Хачатурян. Карьере музыканта помешал паралич левой руки.
1 января 1957 года впервые его произведение «Новогодняя песня» (Cântec de anul nou) было исполнено на молдавском радио детским хором и оркестром под управлением Ш. Аранова. Осенью того же года его однокурсница, будущая оперная примадонна Мария Биешу дебютировала с его песней «Белый цветок сада» (Floare albă de livadă) на молдавском телевидении. В 1963 году создал свой первый струнный квартет.
После окончания консерватории два года не писал музыку, увлёкся теорией музыки, написал и издал учебник для студентов.
В 1962—1967 годах преподавал композицию в Музыкальном училище имени Ш. Няги, а в Музыкальном училище имени Е. Коки — теорию музыки. В эти же годы работал музыкальным редактором в издательстве «Книга Молдовы» (Кишинёв).
С 1977 года читал курс лекций «Работа с композитором» для слушателей Высших курсов сценаристов и режиссёров
Кроме композиторского творчества постоянно занимался концертной и общественной деятельностью.
22 октября 1998 года получил гражданство Российской Федерации.
В 2012 году состоялись юбилейные концерты в Большом зале Московской консерватории, концертном зале Ateneul Român («Румынский Атениум») в Бухаресте, Национальном дворце в Кишинёве, в 2013 — Казахстане, в 2014 — Томске, Ставрополе, Яссах, парке искусств Titan в Бухаресте и другие.
В 2014 году его вальс «Граммофон» исполнялся в зале «Ateneul Român» на ежегодном награждении Румынской академии за выдающиеся достижения в области культуры, науки и образования наряду с произведениями В. А. Моцарта, Дж. Энеску, И. Штрауса и А. Бородина.
2007 и 2017 годы, когда композитор отмечал свои 70-летний и 80-летний юбилеи, были провозглашены в Молдове Годом Евгения Доги.
Евгений Дога скончался 3 июня 2025 года в Кишинёве на 89-м году жизни от острой сердечной недостаточности на фоне онкологического заболевания.
5 июня 2025 года в Молдавии был объявлен днём национального траура. Похоронен на центральном кладбище Кишинёва.

## Общественная деятельность
Член Союзов композиторов Молдавской ССР (1966) и Союза композиторов СССР (1974). Член Союза кинематографистов Молдавской ССР (1968) и Союза кинематографистов СССР (1975).
В 1967—1972 годах — член репертуарно-редакционной коллегии Министерства культуры Молдавской ССР.
Член КПСС с 1976 года.
В 1987—1991 годах — член Комитета по Ленинским и Государственным премиям СССР при СМ СССР.
Депутат Верховного Совета Молдавской ССР 9—11 созывов. Народный депутат СССР от Чимишлийского национально-территориального избирательного округа № 288 ССР Молдова (1989—1991), член Комитета Верховного Совета СССР по науке.
Действительный член Академии наук Молдовы (1992).
С 2001 года — постоянный председатель жюри Всероссийского движения «Одарённые дети России».
В 2010 году — председатель жюри фестиваля «Победа — в строю поколений» и фестиваля семейных театров.
С 1997 по 2002 год в Москве работал с детьми дошкольного возраста в доме, в котором жил, — ансамбль «Крылатские козявки».
Член президиума попечительского совета ООД «Одарённые дети — будущее России». Член Общественного Совета Комиссии по общественным наградам и вопросам увековечивания (Россия). Член Объединённого президиума МАОН, МАМ и МАКИ (Россия). Член Совета Российского музыкального союза (2017).
На протяжении всей творческой деятельности проводил просветительские концерты, участвовал в благотворительных концертах.
Постоянно участвовал в жюри многочисленных музыкальных и кинематографических конкурсов и фестивалей в России и за рубежом: Фестиваль «Дух огня» (Ханты-Мансийск, Россия), Кремлёвский кадетский бал (Москва), Международный кинофестиваль «Бригантина» (Бердянск, Украина), Международный фестиваль образования (Festivalului Internaţional al Educaţiei) в Яссах, международный кинофестиваль «Золотой Витязь», Всероссийский благотворительный «Русский детский бал — маскарад книжных героев», Фестиваль художественного творчества ветеранов «Победа одна на всех», Фестиваль «Свидание с Россией», Федеральный литературный фестиваль «Русская сказка» и другие.
В 2012 году создал Международный фонд «Доминанта».
В 2014 году в Кишинёве открыл музыкальный салон «Eugen Doga», где, по словам композитора, будут собираться близкие по духу люди, музыканты, политики, художники, предприниматели, проводиться музыкальные вечера.

## Общественная позиция
Прежде, чем слушать музыку, нужно ликвидировать разруху в собственном доме, иначе мы рискуем погибнуть под его обломками.
В январе 2022 года подписал наряду с несколькими политиками Молдавии письмо к президенту США Джо Байдену, генсеку НАТО Йенсу Столтенбергу и председателю Евросовета Шарлю Мишелю, прося воспрепятствовать попыткам России остановить расширение НАТО на восток.
25 февраля 2023 года в интервью кишинёвской радиостанции «Vocea Basarabiei» («Голос Бессарабии») высказался за скорейшее воссоединение Молдавии с Румынией. По словам композитора, объединить две страны «можно за полчаса».
В последние годы открыто выражал русофобские взгляды. В том же интервью «Голосу Бессарабии», выступая против использования в Молдавии русского языка, композитор с неудовольствием отметил, что в его родном молдавском селе Мокра жители используют русские слова. По его мнению, это результат воздействия на людей «кремлёвской пропаганды».

Не оставил Дога без внимания и российский миротворческий контингент в Приднестровье. По словам композитора, российские миротворцы «оскверняют землю великого Господаря Штефана чел Маре». Также Евгений Дога потребовал снести памятники советским воинам в Молдавии:

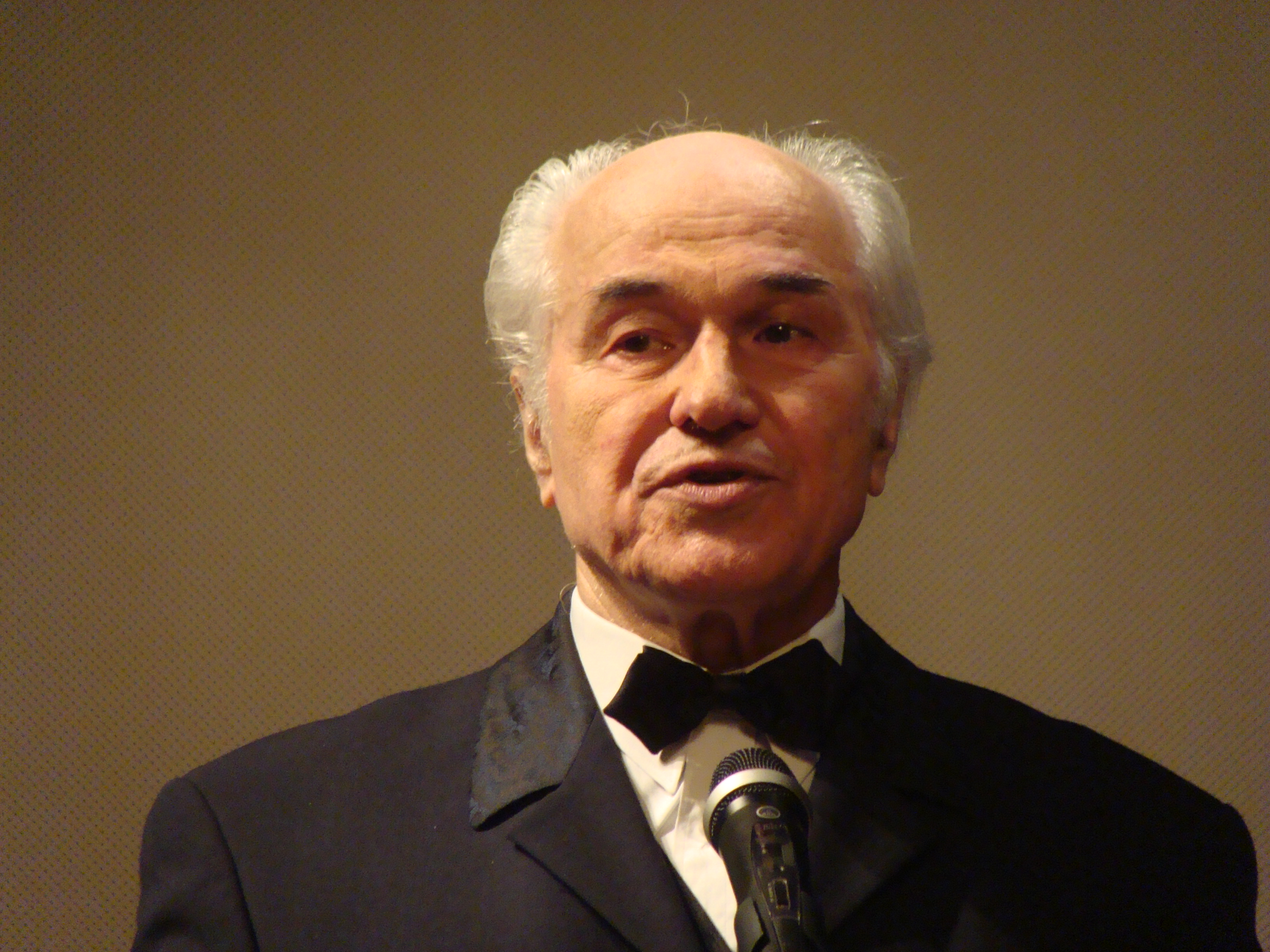
Евгений Дога в Вене, декабрь 2015

«…Это не монументы, это какие-то уродливые символы, вроде немецкой свастики».

## Семья
- Отец — Дмитрий Фёдорович Дога (1906—1945). Погиб на Великой Отечественной войне.
- Мать — Елизавета Никифоровна Дога (1915—1988).
- Жена — Наталья Павловна Дога (род. 1939), инженер, выпускница Московского технологического института.
- Дочь — Виорика Евгеньевна Дога (род. 1966), телевизионный режиссёр, работала в Кишинёве на центральном телевидении. Проживает с сыном в Бухаресте.
  - Внук — Доминик Дога (род. 2001)

Жил с семьёй в Москве в районе Крылатское и в Кишинёве.

## Награды и звания
- Заслуженный деятель искусств Молдавской ССР (1974)
- Народный артист Молдавской ССР (1984)
- Народный артист СССР (1987) — за большие заслуги в развитии советского музыкального искусства[34]
- Государственная премия СССР (1984) — за музыку балета «Лучафэрул» и музыку кино
- Государственная премия Молдавской ССР (1980)
- Премия Ленинского комсомола Молдавской ССР имени Б. Главана (1973)
- Государственная премия Республики Молдова (2008) — за выдающийся вклад в развитие национального и мирового музыкального искусства[35]
- Орден Республики (Молдова, 1997) — за особые заслуги в развитии и пропаганде музыкального искусства и активную творческую деятельность[36]
- Командор ордена «Звезда Румынии» (2004)
- Великий офицер ордена «За верную службу» (Румыния, 2014)[37][38]
- Орден «За заслуги перед Отечеством» IV степени (Россия, 2008) — за большой вклад в развитие музыкального искусства и многолетнюю творческую деятельность[39]
- Орден Александра Невского (Россия, 2018) — за большие заслуги в развитии отечественной культуры и искусства, многолетнюю плодотворную деятельность[40]
- Орден «Данакер» (Киргизия, 2007) — за большой вклад в развитие кыргызско-российского культурного сотрудничества[41]
- Орден «Содружество» (Межпарламентская ассамблея СНГ, 2007) — за активное участие в деятельности Межпарламентской Ассамблеи и её органов, вклад в укрепление дружбы между народами государств — участников Содружества[42]
- Медаль «Михай Эминеску» (Молдавия, 2000) — за заслуги в деле национального возрождения, значительный вклад в пропаганду литературного наследия Михая Эминеску и утверждение национальных духовных ценностей[43]
- Юбилейная медаль и диплом к 150-летию со дня рождения Михая Эминеску «За особый вклад в пропаганду творчества поэта» (Румыния, 2000)
- Орденский знак «Рубиновый Крест Славы» (БФ «Национальное достояние», Россия, 2007)[44]
- Орден «Меценат столетия» (2003)
- Орден Святого Николая II (1988)
- Орден «Гордость России»
- Орден «За усердие во благо Отечества» (2004)
- Орден «Служение искусству»
- Орден «За честь, доблесть, созидание, милосердие»
- Орден Петра Великого (2006)
- Медаль С. Вавилова (Международный гуманитарный фонд «Знание», 1998)[45]
- Медаль Михайла Ломоносова (2005)
- Медаль «Виктор Розов. За вклад в отечественную культуру» (Всероссийская ежегодная литературно-театральная премия «Хрустальная роза Виктора Розова», Россия, 2004)[46]
- Медаль «Дмитрий Кантемир» (Академия наук Молдовы, 2007)
- Медаль «За доблестный труд» (Россия, 2009)
- Золотая медаль «Человек-2000» (США)
- Почётный диплом «Михай Эминеску» (Фонд имени Михая Эминеску и «Лига культурного единства всех румын», Бухарест, 2000)
- Три диплома (лучшая кинокомедия; лучший кинодебют; за лучшее художественно-декоративное решение) на кинофестивале республик Прибалтики, Молдавии и Белоруссии (Рига, 1968) за музыку к фильму «Нужен привратник» (1967)
- Гран-при Международного фестиваля музыкальных фильмов в Брно (Чехословакия, 1991) — за особые заслуги в области киномузыки
- Приз МКФ славянских и православных народов «Золотой Витязь» (1993) — за музыку к фильму «Чёрный аист»
- Приз I МКФ в Ялте (1997) — за лучшую музыку к фильму «Несравненная»
- Премия «Овация» (2001, 2008)[47][48]
- Премия «Сокровищница Родины» (журнал «Родина», 2004)
- Премия международного благотворительного фонда «Мээрим» (Киргизия, 2005)
- Всероссийская премия «Маяки Отчизны» (2007)[49]
- Лауреат конкурса Национального фонда «Во благо Отечества» (2008)
- Международная премия Союза композиторов CALLATUIS (Румыния, 2009) — за вклад в развитие музыки
- Персональная звезда на Аллее звёзд (Мангалия, Румыния, 2009, Музыкальный фестиваль «Callatis»)
- Премия «Золотой орёл» (2010) — за музыку к фильму «Рябиновый вальс»
- Приз ХХ МКФ славянских и православных народов «Золотой Витязь» (Курск, 2011) — за музыку к фильму «Рябиновый вальс»[50]
- Первая Национальная премия за благотворительность «Золотые сердца» (Россия, 2014)[51]
- Шапочка Мастера Международного фестиваля искусств «Мастер Класс» (2004)[52][53]
- Почётная медаль Европейской академии естественных наук «имени Людвига ван Бетховена» (Ганновер, 2017)
- Золотая медаль Премии Эминеску (Ботошани, Румыния, 2017)
- Золотая медаль «Meritul ştiinţific» первой степени (Академия наук Молдовы, 2017)
- «Медаль демократии» (Парламент Республики Молдова, 2017)
- Выпущен конверт с почтовой маркой «Еуджен Дога — 80 лет» (Государственное предприятие «Почта Молдовы», Кишинёв, 2017)
- Человек года 2017 (Телерадио Молдова, 2018)
- Юбилейная монета «Eugen Doga» (Национальный банк Молдовы, 2018)
- Специальный сертификат Всемирной организации интеллектуальной собственности (Женева, 2007) — в знак признания выдающихся достижений в музыке[54]
- «Почётный доктор» («Doctor honoris causa») (Академия наук Молдовы, 2000)
- Премия «За гражданскую позицию и социально ответственный бизнес» в номинации «культура» (Правительство Москвы, 2008)
- Премия Союза авторов и режиссёров Румынии «CLACHETA DE AUR» («Золотая хлопушка для дублей») за музыку к фильмам (Румыния, 2015)
- Премия TVR Moldova (2015)
- Премия Международной академии «Михай Эминеску» (Румыния, 2015)
- Награда «Золотая подкова» в категории «композиция» (Pадио Noroc, Молдавия, 2015)
- Премия «Константин Брынковяну» (Румыния, 2016)
- Межгосударственная премия «Звёзды Содружества» (Совет по гуманитарному сотрудничеству государств-участников СНГ и Межгосударственный фонд гуманитарного сотрудничества, 2017)
- Музыкальная премия кино и телевидения «Аврора» (2017)
- Общественная премия «Ответственность и благородство» (Оргкомитет международного конгресса «Государство и бизнес: социально ответственное партнёрство», 2018)
- Премия Euro CentenArt (Межведомственная комиссия, посвящённая празднованию столетия образования современного государства Румыния, 2018)
- Национальная премия Негруцци (2019)
- Академик Российской академии кинематографических искусств «Ника»
- Почётный профессор Краснодарского института международного права, экономики, гуманитарных наук и управления имени К. В. Россинского
- Академик Международной академии меценатства (Россия)
- Почётный академик Международной академии культуры и искусства (Россия)
- Почётный член Международной академии «Mihai Eminescu» (Крайова, 2015)
- Почётный член Европейской академии науки и искусств (Academia Scientiarum Et Artium Europaea) (Зальцбург, Австрия, 2017)
- Почётный ветеран Московского городского совета ветеранов (2017).
- Академик Петровской академии наук и искусств (Россия)
- Почётный гражданин Кишинёва (2007)
- Почётный гражданин Крайова (2016)
- Почётный гражданин Яловены (2019)
- Почётный гражданин Бухареста (2019)
- Почётный гражданин Яссы (2020)

В честь композитора названа малая планета (10504) Дога, открытая астрономом Крымской астрофизической обсерватории Л. Журавлёвой 22 октября 1987 года.

## Творчество
На протяжении всей творческой деятельности писал музыку в самых различных жанрах и стилях:
- балеты — «Лучафэрул» (по мотивам поэмы М. Эминеску, 1983), «Венансия» (на основе фольклора народов стран Латинской Америки, 1989), «Королева Марго» (1997)
- концертная опера «Диалоги любви» (о М. Эминеску и В. Микле, 1997)[56]
- музыкальная комедия «Ясский карнавал» (1969)
- для хора и оркестра — симфоническая поэма «Мама» по мотивам эстампа А. Давида (1965), кантаты «Партии гимн поём» (сл. П. Дарие, 1961), «Хор дружбы» (сл. И. Подоляну, 1968), «Славим тебя, Молдова» (сл. Е. Букова, 1968), «Сердце века» (сл. А. Стрымбану, 1969), «Весна человечества» (сл. И. Подоляну, 1970), «Сердце солдата» (сл. С. Гимпу, 1975), «Ода России» (сл. Вл. Лазарева, 1975), «Ода Молдавии» (сл. А. Кодру, 1976), «Поэма о Молдавии» (сл. А. Кодру, 1976), «Чайка надежды» (посв. чилийским патриотам, сл. Э. Лотяну, 1979), «Верховный призыв» (сл. Э. Лотяну, 1982), «Белая радуга» (сл. Э. Лотяну, 1984), «Солнечные цветы» (сл. Э. Лотяну, 1985), «Человеческий голос» (сл. Р. Рождественского), «Ровесник всех поколений» (на сл. Р. Рождественского, 1985), «Ода Кишинёву» (сл. Г. Водэ, 1998), «Посвящение Ататюрку» (на турецком языке, 2018)
- кантаты для детского исполнения — «Белая лошадь», «Лия-чиокырлия», «Доброе утро», «Идёт, идёт весна», «Пусть будет мир» (сл. И. Подоляну, 1987), вокально-хореографическая сюита «Гимн солнцу» (сл. Г. Виеру)
- для детей — произведения для скрипки («Скрипунеллы») и фортепиано («Белая тетрадь на чёрном рояле», «Зимняя тетрадь»), песни «Дождик» (сл. Г. Виеру) и «Дед мороз» (сл. А. Пэунеску, 1993)
- для оркестра — симфония (1971), увертюра (1984), увертюра для малого оркестра (1961)
- произведения для эстрадного оркестра, в том числе музыкальная пьеса «Ритмы города» (1970)
- шесть струнных квартетов (в том числе 1-й — 1963, 2-й — 1973, 3-й — 1983, 4-й — 1993, 5-й — 2004, 6-й — 2010)[45]
- сюиты № 1 и № 2 для церемоний открытия и закрытия Олимпиады 1980 года в Москве[57]
- квартет для двух скрипок, альта и виолончели (1979)
- сюита № 5 для камерного оркестра (2004)
- хоры — десять хоров а capella (сл. Е. Букова, 1970), два хора а capella: «Мачты»(сл. М. Эминеску, 1972), «Желание» (сл. М. Эминеску, 1973), поэма для хора capella «Качание» (сл. Г. Виеру)
- два реквиема (1969 — без слов, 1994 — на стихи А. Пушкина)
- вальсы (более семидесяти), песни, романсы (более двухсот шестидесяти), вокальные и оркестровые обработки молдавских народных мелодий
- сорок романсов на стихи М. Эминеску и В. Микле
- пьесы для скрипки, виолончели, флейты, аккордеона, фортепиано
- для голоса — сборники песен: «На крыльях песен» (изд. 1972), «Песни под гитару» (изд. 1972), цикл песен «Здесь Родина моя» (сл. молд. поэтов, 1976), «Ритмы эпохи» (изд. 1976), сборник «Солнечный день» (изд. 1978), сборник песен о Кишинёве «Город поёт» (1967)
- музыка к спектаклям драматических театров, в том числе «Штефан Раду, первый и последний» (1968) и «И под этим небом» (Театр «Национал», 1970) А. Бусуйока, «Земля» (Театр «Национал», 1969), «Жизнь прекрасна» (Театр «Национал», 1971) и «Страстная неделя» (Театр «Национал», 1974) И. Подоляну, «Ясский карнавал» В. Александри (Театр «Национал», 1969), «Птицы нашей молодости» (1972), «Святая святых» (ЦТСА, 1978), «Обретение» (1983) (все И. Друцэ), «Председатель» Д. Матковски (Театр «Национал», 1975), «Приключения светлячка» (Театр кукол «Ликурич», 1970), «Заколдованная булава» (Театр кукол «Ликурич», 1974), «Белая лошадь — горе не моё» по повести Н. Соломко (1986), «Умение кидать мяч» К. Булычёва (1988), «Зыковы» А. Горького (МХАТ имени М. Горького, 1996)

Два вальса композитора вошли в двести лучших классических произведений всех времён.
В круг творческих интересов входили поэты М. Эминеску, В. Микле, Г. Виеру. Среди русских классиков: поэты Серебряного века, В. Брюсов, К. Бальмонт, М. Цветаева, А. Кольцов, С. Есенин, В. Лазарев, А. Дементьев и другие.

### Музыка для кино
В общей сложности написал музыку более чем к двумстам фильмам.
С 1967 года писал музыку для кино. В 1960-е — 1970-е годы написал музыку почти к половине фильмов, снятых на киностудии «Молдова-фильм».
В 1970 году начал творческое сотрудничество с кинорежиссёром Э. Лотяну с работы над фильмом «Лаутары» о народных музыкантах Молдавии, тех самых, чью музыку он слушал в детстве. Фильм получил несколько призов на международных кинофестивалях.
В 1976 году пишет музыку к фильму Э. Лотяну «Табор уходит в небо» о драматической любви двух молодых и гордых цыган. Фильм также получил несколько призов на международных кинофестивалях, в том числе и «Золотую раковину» на Международном кинофестивале в Сан-Себастьяне (Испания, 1977).
В 1983 году пишет музыку к фильму Э. Лотяну «Анна Павлова» о легендарной балерине. Это его первое обращение к балетной музыке в кино.
Работал с киностудиями «Молдова-фильм», «Мосфильм», Киностудия имени М. Горького, Киностудия имени А. Довженко, «Азербайджанфильм», «Беларусьфильм», «Укртелефильм», ТВ Центр, «Ленфильм», Одесская киностудия, ТО «Экран», Центральное телевидение Гостелерадио СССР и другими.
Много лет сотрудничал с режиссёрами С. Самсоновым, Г. Натансоном, А. Панкратовым, А. Муратовым, А. Суриным, А. Прошкиным, В. Туровым, В. Дербенёвым, В. Криштофовичем, В. Мустафаевым, С. Говорухиным и другими.

#### Вальс из кинофильма «Мой ласковый и нежный зверь»

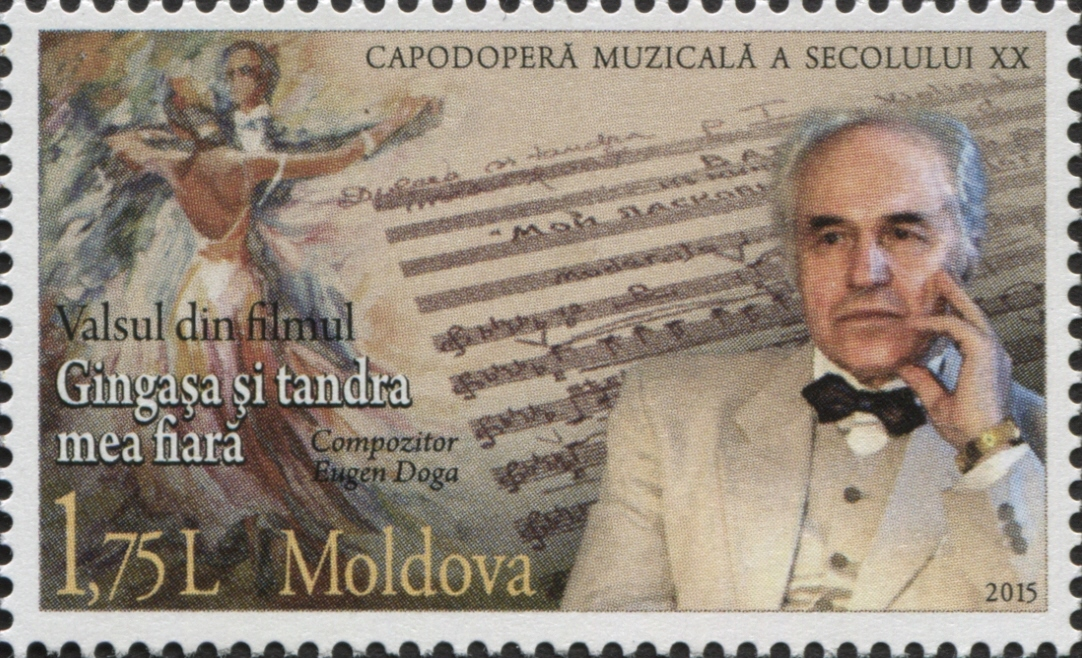
Почтовая марка Молдавии, посвящённая вальсу из кинофильма «Мой ласковый и нежный зверь» Е. Дога. 2015 г.

Всемирную известность получил романтический вальс из мелодрамы «Мой ласковый и нежный зверь», поставленной в 1978 году Э. Лотяну по мотивам повести А. П. Чехова «Драма на охоте». Самое популярное своё произведение композитор написал, импровизируя на съёмочной площадке в подмосковной усадьбе Валуево, за одну летнюю ночь. Услышавшая и станцевавшая его первой исполнительница главной роли Галина Беляева, как и все на съёмочной площадке, подумала, что звучит ранее неизвестная классика из далёкого прошлого и была поражена, узнав, что произведение оригинальное, только что сочинённое. Вальс далеко шагнул из фильма, где впервые прозвучал: с тех пор многие молодожёны выбирают его для своего первого свадебного танца, произведение часто звучит по радио и ТВ. «Чувствовал эту славу и я: никогда не забуду огромный хвост очереди в музыкальном магазине на Садовом кольце, где продавали пластинки с музыкой к фильму „Мой ласковый и нежный зверь“» — вспоминал композитор. Вальс неоднократно использовался в масштабных зрелищных шоу: он звучал в массовой гимнастической композиции (2000 спортсменов) на открытии Олимпиады-80 в Москве, спустя тридцать четыре года под этот вальс исполнялась сцена первого бала Наташи Ростовой на церемонии открытия Олимпиады 2014 в Сочи. Многие десятилетия эта мелодия исполняется не только профессионалами, но и уличными музыкантами, ежедневно звучит в подземных переходах, на станциях метро и на улицах, её часто используют хореографы и спортсмены для постановки балетных и танцевальных номеров как на паркете, так и на льду. Произведение называют самым известным в мире киновальсом.

### Концертная деятельность
Начиная с 1972 года выступал с концертами и творческими вечерами во многих городах СССР, а также в Польше, Чехословакии, Болгарии, Китае, Никарагуа, Кубе, Таиланде, Румынии, Сербии, Швейцарии, Португалии, Аргентине.
Его музыку исполняли многие коллективы, в том числе Хор радио и телевидения Молдовы, Российский государственный симфонический оркестр кинематографии, Академическая хоровая капелла «Дойна», оркестр Бухарестской филармонии имени Дж. Энеску, Московский камерный оркестр «Времена года», оркестр Молдавской филармонии имени С. Лункевича, Симфонический оркестр Москвы «Русская филармония», Национальный симфонический оркестр общественной компании «Телерадио-Молдова», Ленинградский государственный концертный оркестр, Президентский оркестр Республики Молдова, Детский хор «Лия Чокарлия», Большой детский хор Гостелерадио СССР, оркестр Национальной Румынской оперы (Яссы).
Его концерты проходили в самых больших концертных залах: дворец «National» в Кишинёве, Государственный Кремлёвский дворец, зал «Октябрьский» в Санкт-Петербурге, Национальный дворец искусств «Украина» в Киеве, Колонный зал Дома Союзов в Москве, Большой зал Московской консерватории, Концертный зал имени П. И. Чайковского, Ateneul Roman в Бухаресте и многие другие.
Дирижёры, с которыми работал композитор — А. Бадхен, Ю. Силантьев, С. Скрипка, И. Прунер, К. Флоря, Г. Мустя, А. Самуилэ, В. Булахов, Д. Корчумару и другие.

## Песни
1957
- «Белый цветок сада» (сл. П. Дариенко)

1958—1965 (первые опыты, студенческие работы)
- «Лесная баллада» (сл. П. Дариенко)
- «Доброе утро» (сл. П. Дариенко)
- «Выйди милый на крыльцо» (сл. П. Дариенко)
- «Песня сердца» (сл. П. Дариенко)
- «Я люблю» (сл. П. Крученюка)
- «Песня моряка» (сл. П. Крученюка)
- «Одно лишь слово» (сл. А. Матковски)
- «Вся страна-новостройка» (сл. Е. Есинеску)
- «Новогодняя» (сл. И. Гроссу)

1967
- «Море цветов» (сл. А. Чокану)
- «Две розы» (сл. А. Чокану)
- «Про любовь» (сл. А. Чокану)
- «Бьют часы человечества» (сл. Г. Думитру)
- «Со мною песня» (сл. П. Дариенко)
- «Мамы, наши мамы» (сл. П. Крученюка)
- «Приходи, милый, в садочек» (сл. Т. Штирбу)
- «Терзания любви» (сл. П. Крученюка)
- «Со мной песня» (сл. П. Дариенко)

1968
- «Над страной моей великой» (сл. И. Подоляну)
- «Хора дружбы» (сл. И. Подоляну)
- «Тополя» (сл. И. Подоляну)
- «Тебя лишь, милый, вспомню» (сл. И. Подоляну)
- «Вот смотри» (сл. И. Подоляну)
- «Молдавские кодры» (сл. П. Крученюка)
- «Новый год — новые мечты» (сл. П. Крученюка)
- «Моя Молдова» (сл. А. Чокану)
- «Ностальгические воспоминания» (сл. А. Чокану)
- «Три листа на веточке» (сл. А. Алич)
- «Разошёлся слух по селу» (сл. И. Подоляну)
- «Идёт снег» (сл. И. Подоляну)
- «Велика моя страна» (сл. И. Подоляну)
- «Светлое утро» (сл. А. Алич)
- «Oткрытые окна» (сл. И. Подоляну)
- «Дорожная песня» (сл. И. Подоляну)
- «Песня о родном крае» (сл. А. Чокану)
- «Лист зелёный» (сл. народные)

1969
- «Строевая» (сл. Ф. Чуева, из телефильма «Лето рядового Дедова») — исп. М. Кодряну
- «Не хватает парней» (сл. Ф. Чуева, из телефильма «Лето рядового Дедова») — исп. М. Кодряну
- «Я думала-гадала» (сл. Ф. Чуева, из телефильма «Лето рядового Дедова») — исп. И. Баженова, М. Кодряну
- «Мама» (сл. Г. Виеру)
- «Земля-дружище» (сл. Г. Виеру)
- «Запах хлеба» (сл. Г. Виеру)
- «Молодёжная туристическая» (сл. И. Подоляну)
- «Город утра» (сл. А. Стрымбяну)
- «Девушки из Чучули» (сл. А. Гужель)
- «Да, да!…» (сл. А. Чокану)

1970
- «Просим к нашему столу» (сл. И. Подоляну)
- «Что такое грусть» (сл. П. Заднипр)

1971
- «Молодёжная» (сл. П. Крученюка)
- «Дорожная» (сл. А. Алич)
- «Чтоб было небо голубое» (сл. Р. Казаковой, из кинофильма «Лето рядового Дедова»)
- «Верю твоим глазам» (сл. И. Подоляну)
- «Мой белый город» (сл. Г. Водэ, из музыкальной комедии «Жизнь прекрасна») — исп. С. Ротару

1972
- «Заклинание» (сл. Э. Лотяну)
- «Здесь Родина наша» (сл. А. Чокану)
- «Людская крепость» (сл. А. Стрымбяну)
- «Прекрасная молодость» (сл. Г. Кутасевича)
- «Дойна» (сл. народные)
- «Застольная» (обработка народной песни для голоса и оркестра народных инструментов)
- «Молдавский виноград» (сл. А. Чокану)
- «Свет синих звёзд» (сл. Л. Ошанина) — исп. М. Кодряну и И. Суручану
- «Весёлая свадьба» (сл. Н. Чепраги) — исп. Н. Чепрага

1973
- «Днестр — гордость моя» (сл. Г. Водэ) — исп. Н. Чепрага
- «Письма, безмолвные скрипки» (сл. Э. Лотяну)
- «Серебряная роща» (сл. Э. Лотяну)
- «Песня радости» (сл. Б. Истру)
- Песня «Я и ты» (сл. Л. Ошанина)
- «Влюблённые» (сл. А. Чокану)
- «Струны гитары» (сл. Я. Халецкого) — исп. Н. Чепрага

1974
- «Мы слишком долго были врозь» (сл. В. Иванова)
- «Любовь-любовь» (сл. П. Крученюка)
- «Молдавские кодры» (сл. П. Крученюка, русский текст В. Лазарева)
- «Зеркало мгновений» («Ревность») (сл. Шт. Петраке)

1975
- «Мне приснился шум дождя» (сл. В. Лазарева) — исп. Н. Чепрага и В. Коннов
- «Ты для меня» (сл. О. Кузнецова)
- «Сердце солдата» (сл. C. Гимпу)
- «Ода России» (сл. В. Лазарева, из телефильма «Москва-Владивосток»)
- «Ритмы эпохи» (сл. В. Лазарева, из телефильма «Москва-Владивосток»)
- «Голубые дали» («Дальние дали») (сл. В. Лазарева, из телефильма «Москва-Владивосток») — исп. А. Пугачёва
- «Фабричные девчонки» (сл. Крупника)
- «Многие лета» (сл. А. Чокану)
- «Мария из Молдовы» (сл. Г. Водэ)
- «Тулица» (сл. Г. Георгиева)
- «Солнечный день» (сл. В. Лазарева) — исп. Н. Чепрага

1976
- «Ритмы дружбы» (сл. В. Лазарева)
- «Пчёлка» (сл. Г. Виеру)
- «Цыплёнок» (сл. Г. Виеру)
- «Отчего это сердце забилось» (сл. Р. Казаковой, из кинофильма «Стажёр»)
- «Песня студентов» (сл. Р. Казаковой, из кинофильма «Стажёр»)
- «Верни мне лето» (сл. Р. Казаковой, из кинофильма «Стажёр») — исп. Э. Пьеха
- «Как прекрасна земля на рассвете» (сл. В. Лазарева, из кинофильма «Не верь крику ночной птицы») — исп. И. Кобзон

1977
- «Весна-ровесница любви» (сл. И. Резника) — исп. Н. Чепрага
- «Продолжение жизни» (сл. В. Лазарева)

1978
- «Земля моя бескрайняя» (сл. Г. Георгиева, из кинофильма «Я хочу петь»)
- «Встречаю рассвет» (сл. В. Лазарева, из кинофильма «Я хочу петь»)
- «Романс» (сл. Г. Водэ, из кинофильма «Я хочу петь»)
- «Два клёна» (сл. Г. Водэ, из кинофильма «Я хочу петь»
- «Только ты» (сл. В. Лазарева)
- «День рожденья» (сл. М. Лаписовой)
- «Песня гостя» и «Колыбельная XXI века» (сл. Л. Яхнина, из телеспектакля «Этот фантастический мир»)

1979
- «Весенняя вода» (сл. Е. Аграновича, из кинофильма «Весенняя олимпиада или начальник хора»)
- «Каждый надеется тополем стать» (сл. Е. Аграновича)
- «Обручение» (сл. Э. Лотяну)
- «Я верю в риск» (сл. Э. Лотяну, из телеспектакля «Этот фантастический мир»)
- «Песня Друда» (сл. Р. Бредбери, из телеспектакля «Этот фантастический мир»)
- «Daruieste-mi numele» (сл. Г. Виеру)
- «Голуби с нашей улицы» (сл. Э. Лотяну) — исп. М. Ивануш

1980
- «Хора мира» (сл. Г. Водэ)
- «Размышление» (сл. Г. Виеру)
- «Зеркало мгновений» (сл. Г. Виеру)
- «Зов любви» (сл. Г. Виеру)
- «Мария, Мирабела» (сл. Г. Виеру, пер. Ф. Берестова и Е. Аграновича]]) (песни из одноимённого кинофильма: Песня Светлячка, Танец гусениц, Колыбельная, Дедушка Время, Фаразитина, песня Кваки, Финал и другие) — исп. Л. Ф. Серебренников, Н. Чепрага

1981
- «Приветствие» (сл. Г. Виеру)
- «Зеркало мгновений» (сл. Г. Виеру)
- «Взойди, солнце» (сл. Г. Виеру)
- «Mio caro» (сл. А. Серовского (итал.), песня из кинофильма «Восьмое чудо света»)

1982
- «Вечный город» (сл. В. Лазарева, к 1000-летию Киева)
- «Ты откуда, птица» (сл. В. Гина)
- «Доброе утро» (сл. Н. Дабижи)
- «Новогодний хоровод» (сл. Г. Виеру)
- «Гимн счастью» (сл. С. Капутикян)
- «Я верю в любовь весны»(сл. Э. Лотяну, из телеспектакля «Этот фантастический мир»)
- Две песни на сл. Т. Петровой к мультфильму «Остановите поезд»
- «Верховный призыв» (сл. Э. Лотяну)
- «Детская песенка» (сл. Е. Аграновича, к мультипликационному фильму «Роза, которая умела краснеть»)

1983
- «Человеческий голос» (сл. Р. Рождественского) — исп. Н. А. Чепрага
- «Мне крылья любовь подарила» (сл. Ю. Энтина)
- «Не ходи» (сл. Ю. Энтина)
- «Каждая женщина красива» (сл. Г. Виеру)
- «Кукушка» (сл. Г. Виеру)
- «Храните любовь» (сл. Г. Виеру)
- «Страна моя, это утро» (сл. Г. Виеру)
- «Осенние деньки» (сл. М. Матусовского, из кинофильма «Одиноким предоставляется общежитие»)
- «Песня о любви» (сл. Г. Водэ, из кинофильма «Серебряный возраст»)

1984
- «Страна Советская» (сл. Е. Букова)
- «Радуга» (сл. Г. Виеру)
- «Отчий дом» (сл. Г. Виеру)
- «Обелиск» (сл. В. Степанчука)
- «Улитка» (сл. Г. Виеру)
- «Да здравствует солнце» (сл. Г. Виеру)
- «Благодарим за мир» (сл. Г. Виеру)
- «От чего ты маменька» (сл. Г. Виеру)

1985
- «Любовь начинается просто» (сл. М. Танича, из кинофильма «Танцплощадка») — исп. Л. Долина
- «Песня Нептуна» (сл. М. Танича, из кинофильма «Танцплощадка») — исп. Л. Долина
- «На последнем сеансе кино» (сл. М. Танича, из кинофильма «Танцплощадка») — исп. Л. Долина
- «Вишня» (сл. М. Танича, из кинофильма «Танцплощадка») — исп. Л. Долина
- «Танцплощадка» (сл. М. Танича, из кинофильма «Танцплощадка») — исп. Л. Долина
- «Дети войны» (сл. В. Лазарева)
- «Образ мамы» (сл. Г. Виеру)
- «Одиночество» (сл. Р. Рождественского)
- «Жизнь всё равно возьмет своё» (сл. С. Капутикян, из кинофильма «Далёкий голос кукушки»)
- «Всё начинается с любви» (сл. А. Дементьева, из кинофильма «Валентин и Валентина») — исп. П. Смеян
- «Первая любовь» (сл. А. Дементьева, из кинофильма «Валентин и Валентина»)
- «Новогодняя песня» (сл. А. Дементьева, из кинофильма «Валентин и Валентина»)
- «Счастья вам, люди!» (сл. А. Дементьева) — исп. Н. Чепрага

1986
- «Я смутно помню» (сл. Н. Рубцова, из кинофильма «Причалы»)
- «В жарком тумане дня» (сл. Н. Рубцова, из кинофильма «Причалы»)
- «Я весь в мазуте» (сл. Н. Рубцова, из кинофильма «Причалы»)
- «География» (сл. Н. Стожковой, из телеспектакля «Белая лошадь — горе не мое»)
- «Романс» (сл. Н. Стожковой, из телеспектакля «Белая лошадь — горе не мое»)
- «Родной дом» (сл. Г. Виеру)

1987
- «Русь моя» (сл. Н. Рубцова, из телефильма «Возвращение»)
- «Отчий дом» (сл. Алиферова, из телефильма «Возвращение»)
- «Любовь во все века» (сл. А. Дементьева)
- «Пой мне про любовь» (сл. Г. Виеру)

1988
- «Песня про родной язык» (сл. Г. Виеру)
- «Матушка моя» (сл. Г. Виеру)
- «Сияющий голос» (сл. В. Лазарева)
- «Матушка, твой светлый образ» (сл. Г. Виеру)
- «На твоём языке» (сл. Г. Виеру)
- «Ветер, в котором я лечу» (сл. Г. Виеру)

1989
- «В чём моя вина» (сл. Г. Виеру)

1990
- «Молитва» (сл. М. Цветаевой)
- «Я не хочу любви попутной» («Монолог любви») (сл. А. Дементьева)

1991
- «Седая легенда» (из одноимённого кинофильма (Польша))
- «Будем, как Солнце всегда молодое…» (сл. К. Бальмонта, из кинофильма «Исчадье ада») — исп. Н. Караченцов
- «Мы говорим на разных языках» (сл. К. Бальмонта, из кинофильма «Исчадье ада»)
- «Смотри, как звёзды в вышине» (сл. К. Бальмонта, из кинофильма «Исчадье ада»)

1992
- «Wating», «I love You» (сл. В. Сировского, из кинофильма «Казино»)
- «Колыбельная» (сл. В. Сировского, из кинофильма «Казино»)
- «Dreams come true» (сл. В. Сировского, из кинофильма «Казино»)
- «Если сердце вдруг полюбит» (сл. Я. Полонского, из кинофильма «Господа артисты»)
- «Лестница любви» (сл. К. Бальмонта, из кинофильма «Господа артисты»)
- «Нас венчали не в церкви» (сл. А. Никифорова, из кинофильма «Господа артисты») — исп. А. Литвиненко
- «Звёзды на море» (сл. В. Сировского, из одноимённого кинофильма)

1993
- «Песня об аисте» (из кинофильма «Чёрный аист»)
- «Дождик» (сл. Г. Виеру)
- «Дедушка Мороз» (сл. А. Пэунеску)
- «Признание» (сл. Л. Васильевой)
- «Песня о России» (сл. Ф. Петрухина, из кинофильма «По Муромской дорожке»)

1994
- «Если б я тебя любила» (сл. Ю. Мориц)
- «Снова стою перед вами» (сл. Л. Васильевой)
- «Нежные чувства» (сл. А. Сальникова)
- «Штефана славные сыны» (сл. А. Бусуйока)
- «Мажестик-марш» (сл. А. Бусуйока)

1995
- «Романс» (сл. А. Ахматовой)
- «Школа в Крылатском» (стихи коллективные, написана для школы № 1133 в Крылатском)

1996
- «Медвежья колыбельная» (сл. Н. Стожковой)
- «Тебе» (сл. А. Ахматовой)
- «О жизнь без завтрашнего дня» (сл. А. Ахматовой)
- «На что ты сердце нежное» (сл. А. Кольцова)
- «Люди добрые, скажите» (сл. А. Кольцова)

1997
- «Белая лошадь» (сл. Н. Стожковой, из спектакля «Белая лошадь — горе не моё»)
- «Деметра» (сл. Э. Лотяну, для кинофестиваля в Ялте).
- «Санкт-Петербург»
- 1997 — «Свидание с Москвой» (сл. М. Лаписова) — исп. Н. Чепрага и Л. Серебренников

1998
- «Ода Кишинёву» (сл. Г. Водэ)

1999
- «Ручеёк» (сл. К. Бальмонта, из кинофильма «Опять надо жить»)
- «Осенний романс» (сл. Н. Стожковой)
- «Милый, прости» (сл. В. Брюсова)
- «Московские дожди» (сл. В. Ильичева)
- «Воспоминание» (сл. А. Радова)
- «Весна» (сл. А. Радова)
- «Русь, моя» (сл. Н. Рубцова)
- «Тепло незабудок» (сл. А. Сальникова)
- «Рождественская песня» (сл. В. Ильичёва)
- «Россия» (сл. А. Каблукова)
- «Признаться, жаль» (сл. А. Каблукова)
- «Поздно» (сл. А. Радова)
- «Колыбельная XX века» (сл. Л. Яхнина)
- «Песня на фуникулёре» (сл. К. Бальмонта, из кинофильма «Звёзды на море»)
- «Первая любовь» (сл. А. Дементьева)
- «Чёртовы качели» (сл. Ф. Сологуба)
- «В жарком тумане дня» (сл. Н. Рубцов) — исп. П. Смеян
- «Чтоб было небо голубое» (сл. Р. Казаковой)
- «Я думала, гадала» (сл. Ф. Чуева)

2000
- «Твои чёрные глаза» (сл. А. Кольцова, из кинофильма «На заре туманной юности»)
- «На что ты, сердце нежное» (сл. А. Кольцова, из кинофильма «На заре туманной юности»)
- «Люди добрые, скажите» (сл. А. Кольцова, из кинофильма «На заре туманной юности»)
- «Свадебная девичья» (сл. А. Кольцова, из кинофильма «На заре туманной юности»)
- «My teardrors fall» (англ.) (сл. В. Сировского, романс из кинофильма «Казино»)
- «Помолюсь пургою за тебя» (сл. А. Каблукова)
- «Бабушка» (сл. А. Каблукова)
- «Наколдовала ты мне письмо» (сл. А. Каблукова)
- «Dreams com true» (сл. В. Сировского, романс из кинофильма «Казино»)
- «Десятая часть» (сл. В. Брюсова, из кинофильма «Захочу — полюблю»)
- Песни: «Признаться жаль», «Поздно», «Воспоминания», «Весна в моей груди», «Девушка в белом» на стихи Ф. Радова

2001
- «Кто объяснит мне, отчего?» (сл. А. Радова)
- «Волшебный храм» (сл. А. Радова)
- «Долгожданное письмо» (сл. А. Радова)
- «Ещё не вечер» (сл. А. Радова)
- «Если в жизни тебе кто-то дорог» (сл. А. Радова)
- «Спешат года» (сл. А. Радова)

2002
- «Пришла любовь» (сл. В. Лазарева)
- «Симфония весны» (сл. А. Дементьева)
- Две песни: «Вернись» и «О чистой любви» (сл. Ф. Радова)

2003
- «Не весна» (сл. А. Кольцова)
- «Голуби с нашей улицы» (сл. Э. Лотяну)
- «Addio» (вокализ)
- «Баллада о Тане Савичевой» (сл. В. Гина) — исп. Э. Пьеха
- «Осенний вечер над Невой» (сл. Г. Иванова)

2004
- «У Патриарших прудов» (сл. В. Цыганова)
- «Где живут гномики?» (сл. Лены Ивановой (8 лет))
- «Я хотел бы тебя обласкать» (сл. К. Бальмонта, романс из кинофильма «Встречное движение»)

2005
- «Лакримоза»

2006
- «Ты стоишь у окна» (сл. А. Агапова)

2007
- «Eщё томлюсь» (сл. Ф. Тютчева, романс)
- «На лужайке» (сл. К. Бальмонта, романс)
- «Весенние грёзы» (сл. Н. Мельникова)

2008
- «Нет ни юбки, ни платка» (из кинофильма «Табор уходит в небо», по народным мотивам)

2010
- «Так легко» (сл. А. Макарова, из кинофильма «Золотая рыбка в городе N»)

2011
- «Я твоя» (сл. В. Сергеевой)
- «То ли зима, то ли весна» (сл. В. Сергеевой)
- «Первые цветы» (сл. В. Сергеевой)
- «Жизнь одна» (сл. В. Сергеевой)
- «У окна» (сл. В. Сергеевой)
- «Россия» (сл. А. Каблукова)
- «Не оставляйте матерей одних» (сл. А. Дементьева)

2012
- «Если бы мамочка дома ждала» (сл. Н. Алёшкина)
- «Если бы я могла!» (сл. В. Микле)
- «Я один лишь поцелуй пpошу» (сл. В. Микле)
- "Сказка лилии (сл. В. Микле)
- «Сказка розы» (сл. В. Микле)
- «Сказка подснежника» (сл. В. Микле)

Год неизвестен
- «Здравица» или «Ла мульц ань» (сл. народные) — исп. Н. Чепрага
- «Верю в твои глаза» (сл. И. Подоляну) — исп. С. Ротару
- «Амор» (сл. Г. Виеру) — исп. Н. Чепрага
- «Тоска — всегда тоска» (сл. П. Крученюка) — исп. Н. Чепрага
- «Плыть, плыть» (сл. Н. Рубцова) — исп. Л. Серебренников
- «Песня Рады» (сл. В. Захарие) — исп. Н. Чепрага
- «Нанэ цоха» (сл. В. Василаки) — исп. Н. Чепрага
- «До встречи» (сл. Г. Виеру) — исп. Н. Чепрага
- «Воздействие земное» (сл. Л. Мартынова) — исп. Л. Серебренников
- «Кодры Молдовы» (сл. Г. Водэ, пер. В. Лазарева) — исп. С. Ротару, Н. Чепрага
- «Кодрий мей фрумошь» («Мои прекрасные Кодры») (сл. П. Крученюка)
- «Как букет душистый» и др[56].

## Инструментальные кинохиты
- «Сонет для клавесина с оркестром» (к/ф «Мерседес уходит от погони»)
- «Парафраз на тему романса Алябьева „Соловей“» (к/ф «Анна Павлова»)
- «Я жду тебя» (к/ф «Восьмое чудо света»)
- «Здравствуй, утро» (к/ф «Танцплощадка»)
- «На катере» (к/ф «Дом для Серафима»)
- «Сирень» (к/ф «Анна Павлова»)
- «Прощание» (к/ф «Господа артисты»)
- «Девушки идут на работу» (к/ф «Одиноким предоставляется общежитие»)
- «Отъезд Урбенина (Вальс)» (к/ф «Мой ласковый и нежный зверь»)
- «Моя золотая» (к/ф «Танцплощадка»)
- «Египетский танец» (к/ф «Анна Павлова»)
- «Рондо» (к/ф «Королева Марго»)
- «Катя» (к/ф «Восьмое чудо света»)
- «Берёзовая аллея» (к/ф «Гонки по вертикали»)
- «Открытые окна» (к/ф «Гонки по вертикали»)
- «Пригласи меня» (к/ф «Танцплощадка»)
- «Граммофон» (к/ф «Без улик»)
- «Детство» (к/ф «Анна Павлова»)
- «Кафе» (к/ф «Казино»)
- «Хмурый закат» (к/ф «Столкновение»)
- «Дорога» (к/ф «Табор уходит в небо»)
- «Яблоко» (к/ф «Табор уходит в небо»)
- «Расстрелянные розы» (к/ф «По Муромской дороге»)
- «Прогулка» (к/ф «Звёзды на море»)
- «Война в Европе» (к/ф «Анна Павлова»)
- «Ручейки» (к/ф «Весенняя олимпиада»)
- «Дорога домой» (к/ф «Маэстро с ниточкой»)
- «Прощание-2» (к/ф «Господа артисты»)
- «Вальс» (к/ф «Мой ласковый и нежный зверь»)
- «По аллее» (к/ф «Портрет жены художника»)
- «Дилижанс» (к/ф «Чёрная вуаль»)
- «Поляна» (к/ф «Мой ласковый и нежный зверь»)
- «Танец Шуры» (к/ф «Танцплощадка»)
- «У моря» (к/ф «Несравненная»)
- «Я иду к тебе» (к/ф «Портрет жены художника»)
- «Увертюра» (к/ф «Одиноким предоставляется общежитие»)
- «На поляне» (к/ф «Маэстро с ниточкой»)
- «Парижский каскад» (к/ф «Анна Павлова»)
- «Сонет» (к/ф «Зелёная волна», 1973)

## Композиторская фильмография
- 1968 — Нужен привратник
- 1968 — Коза и трое козлят (мультипликационный)
- 1969 — Десять зим за одно лето
- 1969 — Один перед любовью
- 1969 — Свадьба во дворце
- 1969 — Кошелёк с двумя денежками (мультипликационный)
- 1970 — Взрыв замедленного действия
- 1970 — Вино долгой жизни
- 1970 — Крутизна
- 1970 — Трынта
- 1971 — Красная метель
- 1971 — Лаутары (совм. с И. Бурдиным)
- 1971 — Лето рядового Дедова
- 1971 — Время Ч
- 1971 — Cişinău, Chişinău (документальный)[70]
- 1972 — Красно солнышко
- 1972 — Весенние созвучия
- 1973 — Советская Молдавия (документальный)
- 1973 — Днестровские мелодии — эпизод
- 1973 — Дом для Серафима
- 1973 — Зарубки на память
- 1973 — Зелёная волна (короткометражный)
- 1973 — Хвастунишка Петрикэ (мультипликационный)
- 1974 — Гнев
- 1974 — Долгота дня
- 1974 — Обновлённая земля (документальный)
- 1974 — Секрет ЛСУ (мультипликационный)
- 1974 — Птицы нашей молодости (фильм-спектакль)
- 1975 — Парта Гугуцэ (мультипликационный)
- 1975 — Мария (телефильм)
- 1975 — Конец света
- 1975 — Москва-Владивосток
- 1975 — Спасибо, Тулица (военфильм)
- 1976 — Не верь крику ночной птицы
- 1976 — Случай на фестивале
- 1976 — Стажёр
- 1976 — Табор уходит в небо (совм. с И. Бурдиным и В. Зубковым)
- 1976 — Гугуцэ-почтальон (мультипликационный)
- 1977 — Корень жизни
- 1977 — Кто — кого
- 1977 — Сказание о храбром витязе Фэт-Фрумосе
- 1978 — Встреча
- 1978 — Яблоко раздора
- 1978 — Мой ласковый и нежный зверь
- 1978 — Человек и время
- 1978 — По совести
- 1978 — Телега
- 1978 — Сказка как сказка
- 1979 — Весенняя Олимпиада, или Начальник хора
- 1979 — Этот фантастический мир Выпуск 1 (фильм-спектакль)
- 1979 — Этот фантастический мир Выпуск 2 (фильм-спектакль)
- 1979 — Здесь, на моей земле
- 1979 — И придёт день…
- 1979 — Я хочу петь
- 1980 — Этот фантастический мир Выпуск 3 (фильм-спектакль)
- 1980 — Этот фантастический мир Выпуск 4 (фильм-спектакль)
- 1980 — «Мерседес» уходит от погони
- 1981 — Восьмое чудо света
- 1981 — Этот фантастический мир Выпуск 5 (фильм-спектакль)
- 1981 — Этот фантастический мир Выпуск 6 (фильм-спектакль)
- 1981 — Мария, Мирабела (мультипликационный)
- 1981 — Портрет жены художника
- 1981 — Андриеш (мультипликационный)
- 1981 — Дети, солнышко и снег (мультипликационный)
- 1982 — Гонки по вертикали
- 1982 — Этот фантастический мир Выпуск 7 (фильм-спектакль)
- 1982 — Остановите поезд! (мультипликационный)
- 1982 — Про белую розу, которая умела краснеть (мультипликационный)
- 1983 — Анна Павлова
- 1983 — Найди на счастье подкову
- 1983 — Серебряный возраст
- 1983 — Одиноким предоставляется общежитие
- 1984 — Зачем человеку крылья
- 1984 — Если можешь, прости
- 1984 — Этот фантастический мир Выпуск 9 (фильм-спектакль)
- 1984 — Хроника одного лета
- 1984 — Как стать знаменитым
- 1984 — Столкновение
- 1984 — Третий в пятом ряду
- 1984 — Что у Сеньки было
- 1985 — Валентин и Валентина
- 1985 — Далёкий голос кукушки
- 1985 — Дикий ветер
- 1985 — Осенние утренники
- 1985 — Танцплощадка
- 1985 — С юбилеем подождём
- 1986 — Белая лошадь — горе не моё (фильм-спектакль)
- 1986 — Затянувшийся экзамен
- 1986 — Лучафэрул
- 1986 — Дань
- 1986 — Bujorel. Легенда о пионе (мультипликационный)
- 1987 — Возвращение
- 1987 — Причалы
- 1988 — Брат, найди брата!
- 1988 — Дикарь
- 1988 — Борьба с тенью
- 1988 — Этот фантастический мир Выпуск 14 (фильм-спектакль)
- 1988 — Коршуны добычей не делятся
- 1989 — Мария, Мирабела в Транзистории
- 1989 — Стук в дверь
- 1989 — Неприкаянный
- 1989 — Святая святых (фильм-спектакль)
- 1990 — Захочу — полюблю
- 1990 — Взбесившийся автобус
- 1990 — Внимание, ведьмы!
- 1991 — Маэстро с ниточкой
- 1991 — 1000 долларов в одну сторону
- 1991 — Виновата ли я
- 1991 — Исчадье ада
- 1991 — Путана
- 1991 — Седая легенда
- 1992 — Без улик
- 1992 — Господа артисты
- 1992 — Звёзды на море
- 1992 — Зверь, выходящий из моря
- 1992 — Убийство в Саншайн-Менор
- 1992 — Казино
- 1992 — Кооператив «Политбюро», или Будет долгим прощание
- 1993 — Несравненная
- 1993 — На Муромской дорожке
- 1993 — Рядовой случай
- 1993 — Сделай мне больно
- 1993 — Чёрный аист
- 1994 — Джамиля
- 1994 — Бульварный роман
- 1995 — Грешные апостолы любви
- 1995 — Чёрная вуаль
- 1995 — Абрахам (мультипликационный)
- 1996 — Королева Марго
- 1996 — Милый друг давно забытых лет
- 1997 — На заре туманной юности
- 1998 — Кольца всевластия (совм. с О. Монтесом и Ф. Севером)
- 1999 — Опять надо жить
- 2001 — Курортный роман
- 2001 — Прокрустово ложе
- 2002 — Там, где восток
- 2003 — Благословите женщину
- 2003 — Чёрная метка
- 2004 — Весьегонская волчица
- 2004 — На углу у Патриарших-4
- 2004 — Начало пути
- 2004 — Не все кошки серы
- 2004 — Рокировка
- 2004 — Я тебя люблю
- 2005 — Косвенные улики
- 2005 — Плата за любовь
- 2006 — Дом-фантом в приданое
- 2006 — Кромъ
- 2006 — Первое правило королевы
- 2006 — Седьмое небо
- 2006 — Проверка
- 2006 — Соблазн
- 2007 — Артистка
- 2007 — Каникулы любви
- 2007 — Тормозной путь
- 2007 — Встречное движение
- 2008 — Ой, мамочки…
- 2008 — Поллианна
- 2009 — Оправдание Гоголя (документальный)
- 2009 — Румынский Стате (совм. с О. Монтесом и Ф. Севером)
- 2009 — Кромовъ
- 2009 — Рябиновый вальс
- 2010 — Отдых в Ницце (телефильм) (совм. с О. Монтесом и Ф. Севером)
- 2010 — Золотая рыбка в городе N
- 2010 — Выпускной на минном поле[71]
- 2010 — Наследственность (совм. с Л. Мустатой и R. Mada)
- 2017 — Гамма. Вселенная Маэстро (документальный)

### Участие в фильмах
- 1983 — Евгений Дога (документальный)
- 1997 — Воспоминание (документальный)
- 2006 — Жизнь прекрасна (документальный)
- 2007 — Эмиль Лотяну (из цикла передач телеканала ДТВ «Как уходили кумиры») (документальный)
- 2008 — Мой ласковый и нежный зверь. Эмиль Лотяну (документальный)
- 2009 — Иван Турбинкэ через 40 лет (Молдова, документальный)
- 2013 — Одиноким предоставляется общежитие (из цикла документальных фильмов «Тайны советского кино»)

## Книги и фильмы о Евгении Доге
Книги
- «Евгений Дога» — Е. Ткач. Кишинёв, 1980 (молд.)
- «В созвездии таланта» Е. Ткач. (о композиторе Е. Доге; там же, 1979, № 4)
- «Мир звуков Евгения Доги» Е. Ткач. (Aurora, СРР, 1979, № 15)
- «В зеркале мгновений». Е. Шатохина. Издательство «Тимпул» (1989, рус.)[72]
- Eugen Doga: Compozitor, academician /Acad. de Şt. a Moldovei; coord. : GheorgheDuca. — Ch. : Î.E.P. «Ştiinţa». — (Col. «Academica»). Vol. 3. — 2007. (рум.)
- «Евгений Дога — знакомый и неизвестный». Е. Клетинич. Издат. объед. «Композитор», 1999. — 227 с.
- «În do major / Eugen Doga»; Лариса Туря, Tipografia Centrală. graf.: V. Cutureanu, D. Mazepa. — Ch.: [s.n.], 2007. — 63 p. (рум.)
- «Немузыкальные россыпи, или Вихревая спираль времени». В настоящей книге собраны автобиографические заметки Е. Д. Доги, его эссе, интервью, переписка с поклонниками, друзьями, близкими и родными. Издательство: Любимая Россия, 2008 г.
- «Meditaţie pe portativ», Victor Crăciun, Eugen Doga, Bucureşti. (рум.)
- «Eugen DOGA: Muzica este prima şi ultima mea iubire» Luminiţa Dumbrăveanu, (editura Prut Internaţional, 296 pagini, Chişinău). 7 mai 2013. (рум.)[73]

Фильмы
- Евгений Дога. Эмиль Лотяну.
- Поэты Европы. Юрий Вондрак, 2000.[74]
- Петербургские каникулы. 2007.[75]
- Eterna. Teleradio Moldova. 2010 год. (рум.)[76]
- Белый город. ГТРК «МИР». 2010 г.[77]
- Партитура моей жизни. Partitura vieţii: Eugen Doga la 75 de ani. 2012. (рум.)[78]
- Filmul «Eugen Doga». Studioul «Flacăra Film», Luminiţa Dumbrăveanumai, 2013. (рум.)[79] (Фильм получил главный приз на Международном фестивале «HERCULES.ro». UNIMEDIA[80]. 28 июля 2014)